# 林家ぎん平
林家 ぎん平（はやしや ぎんぺい、1952年5月20日 - ）は、落語協会所属の元落語家。神奈川県川崎市出身。本名∶菊池 辰夫。出囃子は『あやつりダーク』、紋は『花菱』。

## 経歴
1968年3月に初代林家三平に入門。翌年1月、前座となり、辰平と名乗る。
1973年4月に柳家さん枝、金原亭駒八と共に二ツ目昇進。1980年9月、師匠三平死去。兄弟子林家こん平門下に移籍する。
1982年4月に三遊亭小歌、初代月の家小圓鏡、金原亭駒三、柳家さん枝、林家ばん平と共に真打昇進、「えび蔵」と改名。1988年12月にぎん平に改名。
2006年頃より体調を崩して引退状態であったが、2022年7月、落語協会プロフィールに廃業の告知が掲載された。

## 芸歴
- 1968年3月 - 初代林家三平に入門。
- 1969年1月 - 前座となる、前座名「辰平」。
- 1973年4月 - 二ツ目昇進。
- 1980年9月 - 師匠三平没後、林家こん平門下に移門。
- 1982年4月 - 真打昇進、「えび蔵」と改名。
- 1988年12月 - 「ぎん平」と改名。
- 2022年7月: - 廃業[2]。

## 活動
柳家小袁治、春風亭一朝、三遊亭小金馬、林家とんでん平、柳家福治と共に勉強会「あやめ寄席」メンバーだった。